# مقاطعة بينيشوف
مقاطعة بينيشوف (بالتشيكية: Okres Benešov)‏ هي مقاطعة (أوكريس) في إقليم بوهيميا الوسطى في جمهورية التشيك.
عاصمة هذه المقاطعة هي مدينة بينيشوف.

## اقرأ أيضاً
- مقاطعات جمهورية التشيك